# Messier 43
Messier 43 (M43 ili NGC 1982) je dio Orionove maglice odvojen prašnjavim oblakom od ostatka maglice. 
Maglicu je prvi uočio Jean-Jacques Dortous de Mairan 1731. godine kao "sjaj koji okružuje zvijezdu". Charles Messier uključio ju je u svoj katalog zajedno s M42. 

## Svojstva
Maglica okružuje mladu promjenjivu zvijezdu NU Oriona koja svoj prividni sjaj mijenja od magnituda + 6,5 do + 7,6. Udaljenost maglice je istovjetna udaljenosti M42, tj udaljena je 1600 svjetlosnih godina. Prividne dimenzije M43 su 20' x 15', što odgovara stvarnim dimenzijama od 9' x 7' svjetlosnih godina. 

## Amaterska promatranja
Maglicu je moguće vidjeti u dvogledima većim od 10x50. U teleskopu se uočava kao maglica oko plave zvijezde tik iznad Trapeza. Na istočnom rubu se nalazi tamni oblak prašine koji blokira svjetlost. UHC filtar pomaže, ali ne previše.

## Vanjske poveznice
- Filip Lolić
- Skice maglice M43